# Margarya bicostata
Margarya bicostata е вид коремоного от семейство Viviparidae. Видът е застрашен от изчезване.

## Разпространение
Разпространен е в Китай (Юннан).